# 西蒙·惠特菲尔德
西蒙·惠特菲尔德（英語：Simon Whitfield，1975年5月16日—），加拿大男子铁人三项运动员。他曾参加2000年、2004年、2008年和2012年四届夏季奥运会，其中在2000年奥运会获得金牌，2008年奥运会获得银牌。